# Rząd László Lukácsa

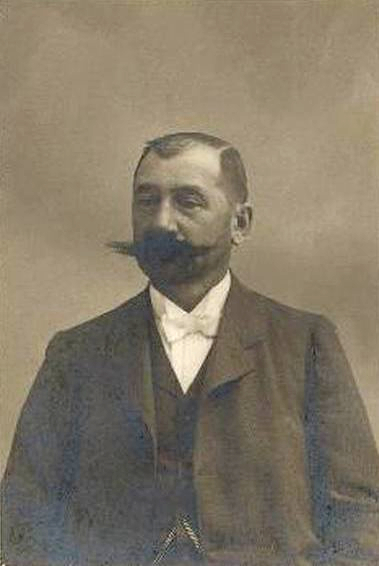
László Lukács

Rząd László Lukácsa – rząd Królestwa Węgier, działający od 22 kwietnia 1912 do 10 czerwca 1913, pod przewodnictwem premiera László Lukácsa.